# Benarty Hill
Benarty Hill är en kulle i Storbritannien.   Den ligger i kommunen Fife och riksdelen Skottland, i den centrala delen av landet, 600 km norr om huvudstaden London. Toppen på Benarty Hill är 356 meter över havet.
Terrängen runt Benarty Hill är platt söderut, men norrut är den kuperad.Runt Benarty Hill är det tätbefolkat, med 493 invånare per kvadratkilometer. Närmaste större samhälle är Kirkcaldy, 13,3 km öster om Benarty Hill. Trakten runt Benarty Hill består i huvudsak av gräsmarker.